# Гідротермічний коефіцієнт
Гідротермічний коефіцієнт Селянінова, ГТК — показник зволоженості території. Встановлений радянським кліматологом Г. Т. Селяніновим. Встановлюється відношенням суми опадів (r) в мм за період з середньодобовими температурами повітря вище 10 °C до суми температур (∑t) за той же час, зменшеної в 10 разів. Чим нижче показник ГТК, тим посушливіша місцевість.
Ізолінія ГТК, що дорівнює 1, проходить північним кордоном степової зони.
ГТК використовують при сільськогосподарській оцінці клімату задля виокремлення зон з різним вологозабезпеченням для окремих культурних рослин.